# Кларк, Морвед
Морвед Кларк (англ. Morfydd Clark; МФА [ˈmɔrvɪð klɑːk], род. 17 марта 1989, Стокгольм) — валлийская актриса театра, кино и телевидения.

## Биография
Родилась 17 марта 1989 года в Швеции. В возрасте двух лет переехала с семьей в Пенарт, Уэльс. Выросла в Кардиффе. В 16 лет бросила школу после длительной борьбы с дислексией.
В 2009 году начала играть в театральных постановках.
С 2014 года также снимается в фильмах и телесериалах. В 2016 году сыграла одну из главных ролей в фильме «Любовь и дружба». В 2019 году сыграла главную роль в фильме «Святая Мод», за которую была номинирована на ряд премий, включая премию британского независимого кино в категории «Лучшая актриса» и BAFTA в категории «Восходящая звезда».
В декабре 2019 года стало известно, что Морвед сыграет Галадриэль в телесериале «Властелин колец: Кольца власти», который вышел в 2022 году.

## Фильмография
| Год  |     | Русское название                     | Оригинальное название                           | Роль                            |
| ---- | --- | ------------------------------------ | ----------------------------------------------- | ------------------------------- |
| 2014 | с   | Новые миры                           | New Worlds                                      | Амелия                          |
| 2014 | тф  | Поэт в Нью-Йорке                     | A Poet in New York                              | Нэнси Виквайр                   |
| 2014 | кор | Двое пропавших                       | Two Missing                                     | Ева                             |
| 2014 | ф   | Госпожа Бовари                       | Madame Bovary                                   | Камилла                         |
| 2014 | ф   | Падение                              | The Falling                                     | мисс Памела Шеррон              |
| 2015 | с   | Артур и Джордж                       | Arthur & George                                 | Мэри                            |
| 2016 | ф   | Гордость и предубеждение и зомби     | Pride and Prejudice and Zombies                 | Джорджиана Дарси                |
| 2016 | ф   | Любовь и дружба                      | Love & Friendship                               | Фредерика Вернон                |
| 2016 | ф   | National Theatre Live: Опасные связи | National Theatre Live: Les Liaisons Dangereuses | Сесиль Воланже                  |
| 2016 | ф   | Призыв                               | The Call Up                                     | Шелли                           |
| 2016 | кор | Преимущественные ветры               | The Prevailing Winds                            | Анна                            |
| 2017 | ф   | Интерлюдия в Праге                   | Interlude in Prague                             | Жужанна Лубтак                  |
| 2017 | ф   | Человек, который изобрёл Рождество   | The Man Who Invented Christmas                  | Кэтрин Диккенс                  |
| 2018 | с   | Алиенист                             | The Alienist                                    | Кэролин Белл                    |
| 2018 | с   | Город и город                        | The City and the City                           | Иоланда Старк                   |
| 2018 | с   | Патрик Мелроуз                       | Patrick Melrose                                 | Дебби Хикмен                    |
| 2018 | тф  | Аутсайдеры                           | Outsiders                                       | Мэри                            |
| 2019 | ф   | Капкан                               | Crawl                                           | Бет Келлер                      |
| 2019 | ф   | История Дэвида Копперфилда           | The Personal History of David Copperfield       | Дора Спенлоу / Клара Копперфилд |
| 2019 | ф   | Святая Мод                           | Saint Maud                                      | Мод                             |
| 2019 | ф   | Вечная красота                       | Eternal Beauty                                  | молодая Джейн                   |
| 2019 | с   | Тёмные начала                        | His Dark Materials                              | сестра Клара                    |
| 2020 | с   | Дракула                              | Dracula                                         | Мина Харкер                     |
| 2022 | с   | Властелин колец: Кольца власти       | The Lord of the Rings: The Rings of Power       | Галадриэль                      |
|      | ф   | Гамлет                               | Hamlet                                          | Офелия                          |
|      | ф   | Издавать звук, шум                   | Making noise                                    | Эвелин Гленни                   |